# NGC 4473
NGC 4473 este o galaxie eliptică situată în constelația Părul Berenicei. A fost descoperită în 8 aprilie 1784 de către William Herschel. Se află la o distanță de 15 megaparseci de Pământ.